# ميلودراما مانهاتن (فلم)
ميلودراما مانهتن (بالإنجليزية: Manhattan Melodrama) هو فيلم جريمة تم إنتاجه في الولايات المتحدة وصدر في سنة 1934. الفيلم من كتابة جوزيف مانكيفيتس.

## طاقم التمثيل
- كلارك غيبل

## الميزانية والإيرادات
بلغت تكلفة إنتاج الفيلم حوالي 355,000 دولار بينما حقق أرباحا تقدر بـ 1,233,000 دولار.

### ترشيحات وجوائز
| السنة | الحدث          | الفئة    | النتيجة |
| ----- | -------------- | -------- | ------- |
|       | جائزة الأوسكار | أفضل قصة | فوز     |

## وصلات خارجية
- مقالات تستعمل روابط فنية بلا صلة مع ويكي بيانات